# Louis-Antoine Ranvier
Pour les articles homonymes, voir Ranvier.
Louis-Antoine Ranvier, né à Lyon le 2 octobre 1835 et mort à Vendranges le 22 mars 1922, est un médecin, anatomiste et histologiste français. Il est l'assistant puis le successeur de Claude Bernard au Collège de France.
Influencé par la conception cellulaire de Virchow, il défend la synthèse entre physiologie et anatomie, en utilisant de nouvelles techniques de microscopie optique. En très fin observateur et habile technicien, on lui doit la description fondamentale des « nœuds de Ranvier ». Il est le premier à observer la structure en T des neurones des ganglions des racines dorsales (cellules en T de Dogiel ). Il s'intéresse également à la dégénérescence et à la régénération nerveuse.

## Biographie
Né à Lyon, Ranvier y effectue toute sa scolarité avant de rejoindre Paris pour suivre des études médicales. Il est nommé interne de la Faculté de médecine de Paris en 1860. Enseignant l'histologie au sein de la faculté, il crée un petit laboratoire d'histologie normale et pathologique avec Victor André Cornil, avec lequel il publie un essai influent sur l'histopathologie. En 1867, Ranvier entre au Collège de France, où il est l'assistant de Claude Bernard avant d'occuper la chaire d'anatomie générale à partir de 1875. Il est directeur du laboratoire d'histologie de l'École des hautes études en 1873.
En 1871, il découvre les structures microscopiques siégeant sur l'axone des nerfs myélinisés qu'il désigne à l'époque sous le nom d'« étranglements annulaires » par micro-injections d'acide osmique dans les fibres nerveuses. D'autres structures anatomiques portent son nom, telles que les cellules de Merkel-Ranvier, les cellules de mélanocytes dans la membrane basale des épitheliums, qui contiennent les granules de catécholamine, et les disques tactiles de Ranvier, une terminaison particulière des nerfs sensoriels.
En 1897, il crée avec Édouard-Gérard Balbiani le journal scientifique Archives d'anatomie microscopique.
Parmi ses étudiants, on trouve Ferdinand-Jean Darier, Justin Marie Jolly, Joaquín Albarrán, Luis Simarro Lacabra et Fredrik Georg Gade (en).
Il prend sa retraite en 1900 au sud de Roanne et meurt dans sa ferme de Thély à Vendranges en 1922.

## Éponymie

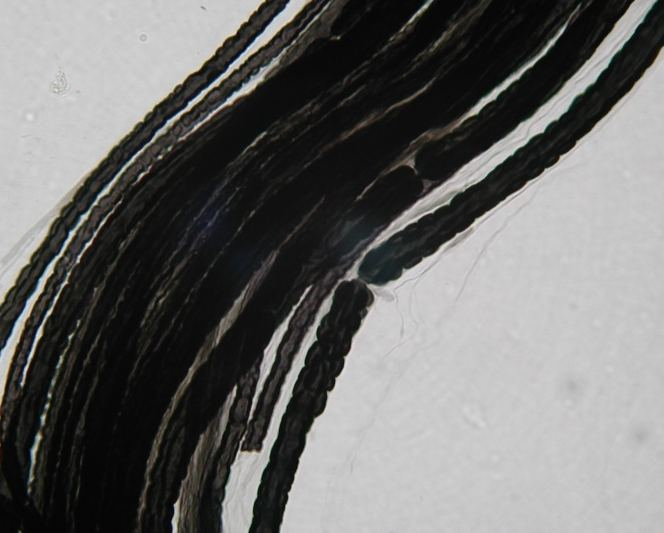
Nœuds ou étranglements de Ranvier, sur des fibres nerveuses myélinisées.

- étranglement ou nœud de Ranvier[4] (ou nœud de Ranvier-Schnürringe): zones d'interruption de la gaine de myéline, entre les cellules de Schwann, le long des fibres nerveuses, d'importance fondamentale dans la conduction de l'influx nerveux.
- croix de Ranvier[5]: aspect microscopique du nœud de Ranvier apparaissant lors de certaines colorations histologiques notamment au nitrate d'argent[6].
- segment de Ranvier: partie myélinisée d'un axone entre deux nœuds.
- clasmocyte de Ranvier: macrophage observé dans le tissu conjonctif.
- cellule de Merkel-Ranvier[7] ou cellule de Merkel.
- plexus basal de Ranvier[8],[9]: lame limitante postérieure de la cornée[10].
- disques tactiles de Ranvier (ou disque rétropilaire de Pinkus)
- feuillet musculaire de Ranvier (ou membrane de Renaut)
- adénome de Ranvier[11]
- puits lymphatiques de Ranvier
- encoche d’ossification de Ranvier (ou virole périchondrale)[12]: zone d'ossification métaphysaire des os longs.
- microtome de Ranvier[13]
- alcool de Ranvier

## Titres, distinctions et hommages
- Membre de la Société anatomique de Paris[14] en 1864, titulaire entre 1866 et 1869, puis membre honoraire en 1873.
- Membre de la Société de biologie[15] en 1865.
- Élu correspondant étranger de l'Académie royale de Médecine de Belgique le 28 juin 1879 (première section)[16].
- Officier de la Légion d'honneur[17] (5 février 1897)
- Élu membre titulaire[18] de l'Académie de médecine le 20 avril 1886.
- Élu membre de l'Académie des sciences le 24 janvier 1887 (section d'anatomie et zoologie)[19]

## Œuvres et publications

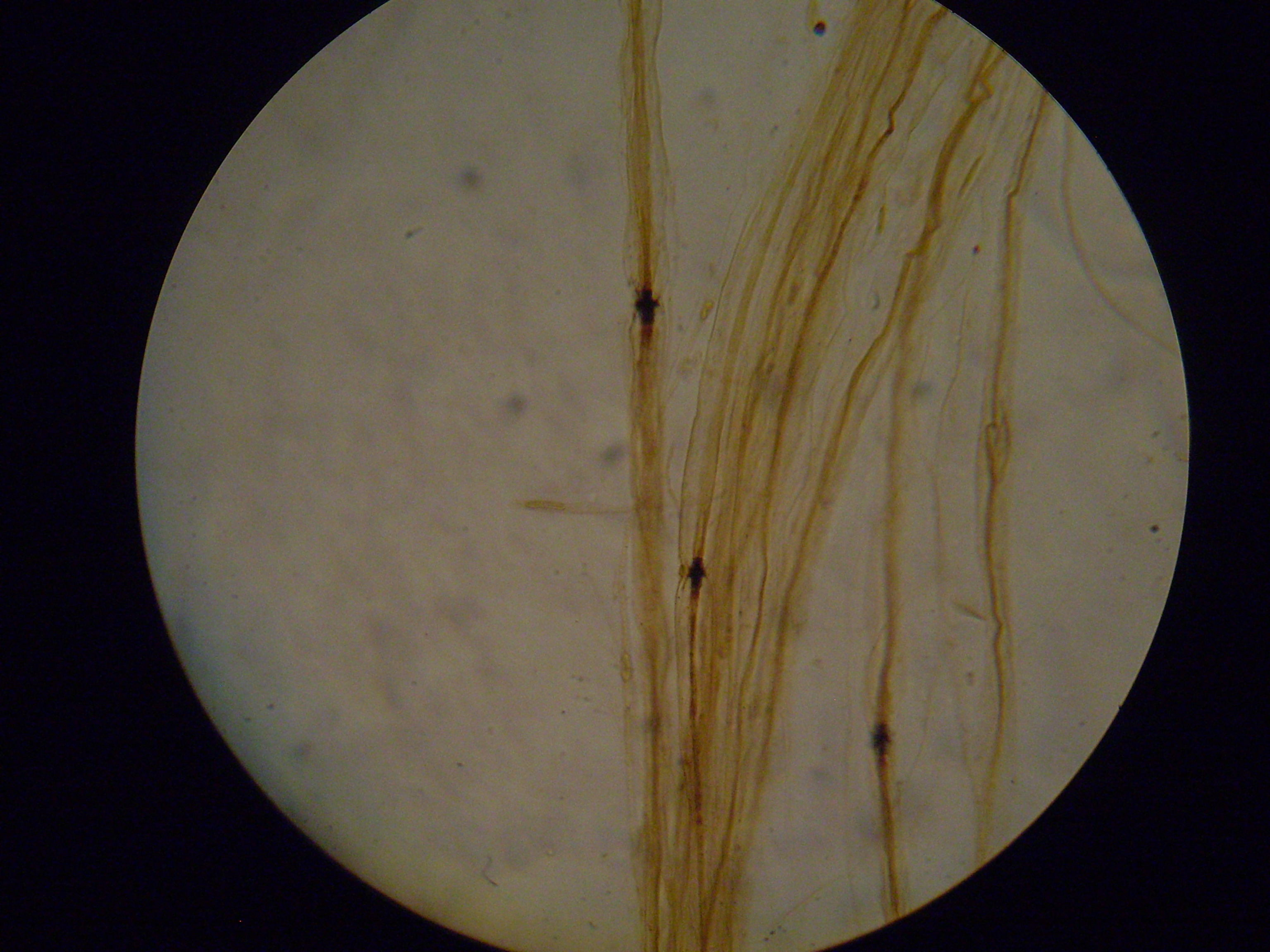
Nœuds ou croix de Ranvier.

- Des altérations histologiques des cartilages dans les tumeurs blanches impr. Moquet (Paris), 1865 (circa), Texte intégral.
- Considérations sur le développement du tissu osseux et sur les lésions élémentaires des cartilages et des os, [Thèse de médecine], A. Delahaye (Paris), 1865, In-8° , 70 p., lire en ligne sur Gallica.
- « Recherches sur l'histologie et la physiologie des nerfs », in: Arch de Physiol, 4 (1872): 129-149.
- « Contributions à l’histologie et à la physiologie des nerfs périphériques », in: C R Acad Sci, 73 (1871): 1168-71.
- « Recherches sur la formation des mailles du grand épiploon », in: Arch Physiol Norm Path (Paris), 2 (1874): 421-428.
- Traité technique d'histologie sur Gallica, Paris, F. Savy, 1875.
- « Du spectre produit par les muscles striés », in: Arch Physiol, 6 (1874): 775.
- Leçon d'ouverture du cours d'anatomie générale au Collège de France, [recueillie par Jules Oppert], Bureaux du Progrès médical (Paris), 1876, 15 p. ; in-8, lire en ligne sur Gallica.
- Leçons sur l'histologie du système nerveux, recueillies par M. Edouard Weber, Paris, 1878:

1. Tome premier, lire en ligne sur Gallica.
2. Tome second, lire en ligne sur Gallica.

- « Nouvelles recherches sur le mode d'union des cellules du corps muqueux de Malpighi », in: C R Acad Sci, 89 (1879): 667.
- Leçons d'anatomie générale sur le système musculaire, recueillies par M. J. Renaut, Paris, 1880.
- Leçons d'anatomie générale faites au Collège de France, J.-B. Baillière et fils (Paris), 1880-1881,[Contributeurs : Édouard Weber, (préparateur du cours d'anatomie générale au Collège de France) et Fernand Lataste, (1847-1934)], 2 vol.:

1. Tome premier (1880), lire en ligne sur Gallica.
2. Tome second (1881), lire en ligne sur Gallica.

- « Anatomie de la rétine », in: Archives d'ophtalmologie, 1882,tome 2, p. 97-121, Texte intégral.
- Exposé des titres et des travaux , Paris, 1885.
- Contribution à l'étude de la structure et du développement des tumeurs cartilagineuses, [s. l.], ca 1892, Texte intégral.
- « Des clasmatocytes », in: Arch Anat micr, 3 (1900): 122-139.

En collaboration
- avec Victor André Cornil: Manuel d'histologie pathologique, Alcan (Paris) 1884, 2e édition, Texte intégral.
- avec Victor André Cornil: Manuel d'histologie pathologique, Alcan (Paris), 1901-1912, 4 vol.

1. Tome premier (1901), Texte intégral .
2. Tome deuxième (1902) , Texte intégral.
3. Tome troisième (1903), Texte intégral .
4. Tome quatrième (1912), Texte intégral.